# おぎのしん
おぎの しんは、日本の3人組の漫画家ユニットのペンネーム。荻野義隆は馬込坂多としても活動中。

## メンバー
おぎの しんは、3人組の漫画家ユニット。CLAMPと同様、担当により作業が異なる。担当は以下の通り。
- シナリオ担当、荻野義隆（馬込坂多）
- コンテ･演出担当、おぎのひとし
- 作画担当、木の子

## 連載作品
- 『ゴー!!ゴー!!マリオカート』 未単行本化 エンターブレイン刊『ファミ通キューブ+アドバンス』の別冊付録「ファミ2コミック」に2006年2月号から7月号まで連載。
- 『ロックマンゼクス』 単行本化 エンターブレイン刊『ファミ通DS+キューブ&アドバンス』の別冊付録「ファミ2コミック」に2006年8月号から2007年8月号まで連載。
- 『ロックマンゼクス アドベント』 未単行本化 エンターブレイン刊『ファミ通DS+Wii』の別冊付録「ファミ2コミック」に2007年9月号から2008年4月号まで連載。
- 『蒼き雷霆 ガンヴォルト』 『蒼き雷霆 ガンヴォルト爪』未単行本化 KADOKAWA刊『電撃Nintendo』に2016年6月号から2018年2月号まで連載。

## 単行本
- ロックマン ゼクス 1巻 ISBN 9784757737174 (2007/8/10) エンターブレイン BROS.COMICS-EX
- ロックマン ゼクス 2巻 ISBN 9784757738225 (2007/10/1) エンターブレイン BROS.COMICS-EX
- 蒼き雷霆ガンヴォルト 蒼き雷霆ガンヴォルト 爪 オフィシャルコンプリートワークス ISBN 978-4048938600 (2018/6/22) 電撃ゲーム書籍編集部 特別再録 4コマ:電撃Nintendoにて掲載された4コマを巻末に再録。
- 新装版 ロックマン ゼクス 1巻 ISBN 978-4835457192（2020/2/22）復刊ドットコム
- 新装版 ロックマン ゼクス 2巻 ISBN 978-4835457284（2020/3/21）復刊ドットコム